# Гагу (Илфов)
Гагу (рум. Gagu) насеље је у Румунији у округу Илфов у општини Даскалу Креаца. Oпштина се налази на надморској висини од 83 m.

## Становништво
Према подацима из 2002. године у насељу је живело 503 становника, од којих су сви румунске националности.